# Tennistoernooi van Belgrado 2021
|                                                   |  |                                              |
| Matteo Berrettini, winnaar bij de mannen in april |  | Paula Badosa Gibert, winnares bij de vrouwen |

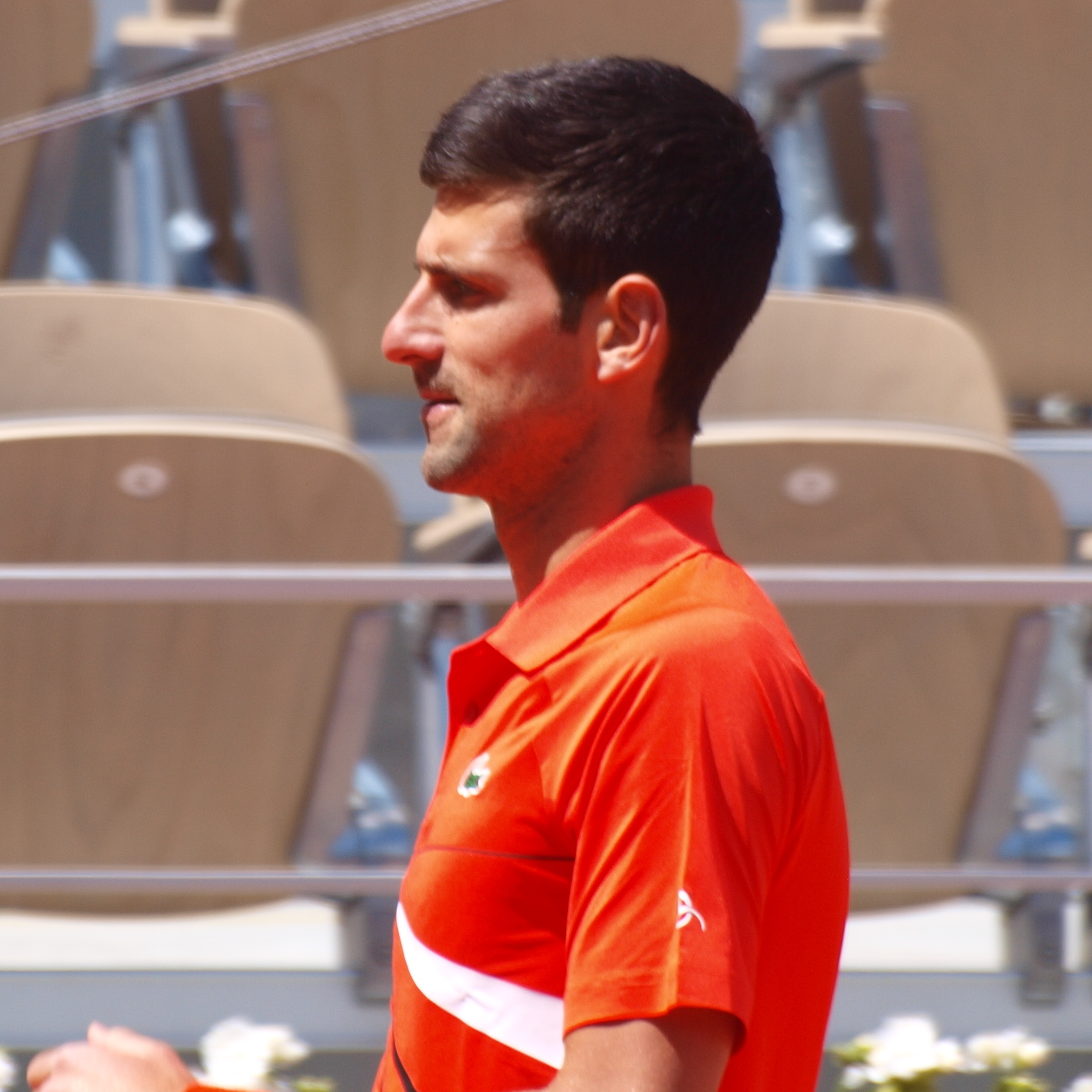
Novak Djokovic, winnaar bij de mannen in mei

Het tennistoernooi van Belgrado van 2021 werd in april (mannen) en mei (vrouwen en nogmaals mannen) 2021 gespeeld op de gravelbanen van het Novak Tennis Centre in de Servische hoofdstad Belgrado. De officiële naam van het toernooi was Serbia Open (delen 1 en 2) respectievelijk Belgrade Open (deel 3).
Het toernooi bestond uit drie delen:
- ATP-toernooi van Belgrado 2021, het toernooi voor de mannen (19–25 april)
- WTA-toernooi van Belgrado 2021, het toernooi voor de vrouwen (16–22 mei)
- ATP-toernooi van Belgrado 2 2021, het extra éénmalig toernooi voor de mannen wegens uitstel van Roland Garros 2021 (23–29 mei)

## Toernooikalender
| ATP              | april 2021 | april 2021 | april 2021 | april 2021 | april 2021   | april 2021   | april 2021 |
| ATP              | maa 19     | din 20     | woe 21     | don 22     | vrĳ 23       | zat 24       | zon 25     |
| ---------------- | ---------- | ---------- | ---------- | ---------- | ------------ | ------------ | ---------- |
| mannenenkelspel  | 1e ronde   | 1e ronde   | 2e ronde   | 2e ronde   | kwartfinale  | halve finale | finale     |
| mannendubbelspel | 1e ronde   | 1e ronde   | 1e ronde   | 2e ronde   | halve finale | finale       |            |

| WTA               | mei 2021 | mei 2021 | mei 2021 | mei 2021 | mei 2021 | mei 2021               | mei 2021               |
| WTA               | zon 16   | maa 17   | din 18   | woe 19   | don 20   | vrĳ 21                 | zat 22                 |
| ----------------- | -------- | -------- | -------- | -------- | -------- | ---------------------- | ---------------------- |
| vrouwenenkelspel  | 1e ronde | 1e ronde | 1e ronde | 2e ronde |          | kwartfinale            | halve finale en finale |
| vrouwendubbelspel |          | 1e ronde | 1e ronde | 2e ronde | 2e ronde | halve finale en finale |                        |

| ATP              | mei 2021 | mei 2021 | mei 2021 | mei 2021 | mei 2021     | mei 2021     | mei 2021 |
| ATP              | zon 23   | maa 24   | din 25   | woe 26   | don 27       | vrĳ 28       | zat 29   |
| ---------------- | -------- | -------- | -------- | -------- | ------------ | ------------ | -------- |
| mannenenkelspel  | 1e ronde | 1e ronde | 2e ronde | 2e ronde | kwartfinale  | halve finale | finale   |
| mannendubbelspel | 1e ronde | 1e ronde | 1e ronde | 2e ronde | halve finale | finale       |          |